# Bois piquant
Oplopanax horridus
Espèce
Classification phylogénétique
Synonymes
- Panax horridus Sm. in A.Rees, Cycl. 26: 10. 1813.
- Echinopanax horridus (Sm.) Decne. & Planch. ex Harms in H.G.A.Engler & K.A.E.Prantl, Nat. Pflanzenfam. 3(8): 34. 1894.
- Fatsia horrida (Sm.) Benth. & Hook.f., Gen. Pl. 1: 939. 1876.
- Horsfieldia horrida (Sm.) Seem., J. Bot. 5: 237. 1867.
- Ricinophyllum horridum (Sm.) A.Nelson & J.F.Macbr., Bot. Gaz. 61: 45. 1916.
- Aralia erinacea Hook., Edinburgh J. Sci. 6: 64. 1827.
- Aralia occidentalis Schltdl. ex Ledeb., Fl. Ross. 2: 375. 1844.
- Ricinophyllum americanum Pall. ex Ledeb., Fl. Ross. 2: 375. 1844.

Le bois piquant (Oplopanax horridus) est une espèce de plantes à fleurs de la famille des Araliaceae. C'est un arbuste épineux aux larges feuilles palmées, originaire d'Amérique du Nord dans la forêt côtière tempérée du Pacifique.